# 戈登·皮里
戈登·皮里（英語：Gordon Pirie，1931年2月10日—1991年12月7日），英国男子田径运动员。他曾代表英国参加1952年、1956年和1960年夏季奥林匹克运动会田径比赛，其中1956年奥运会获得一枚银牌。